# Alexandra Bezeková
Alexandra Bezeková (* 13. August 1992 in Košice, Tschechoslowakei) ist eine slowakische Leichtathletin, die in allen Sprintdisziplinen an den Start geht.

## Sportliche Laufbahn
Erste internationale Erfahrungen sammelte Alexandra Bezeková bei den U23-Europameisterschaften 2013 in Tampere, bei denen sie über 100 Meter das Halbfinale erreichte. 2014 qualifizierte sie sich für die Europameisterschaften in Zürich, bei denen sie über 100 Meter in der ersten Runde ausschied. 2015 nahm sie an den Halleneuropameisterschaften in Prag teil und schied dort über 60 Meter ebenfalls im Vorlauf aus. Bei den Studentenweltspielen in Gwangju belegte sie über 100 Meter den achten Platz, schied über 200 Meter im Halbfinale aus und belegte mit der slowakischen 4-mal-100-Meter-Staffel den fünften Platz. 2016 qualifizierte sie sich erneut für die Europameisterschaften in Amsterdam, bei denen sie über 100 und 200 Meter in der Vorrunde ausschied und auch mit der 4-mal-100-Meter-Staffel als auch mit der 4-mal-400-Meter-Staffel nicht das Finale erreichen konnte. 2017 qualifizierte sie sich erneut für die Halleneuropameisterschaften in Belgrad, bei denen sie über 60 Meter in der ersten Runde ausschied. Bei der Universiade in Taipeh belegte sie in 23,70 s über 200 Meter den vierten Platz und schied über 100 Meter im Semifinale aus.
Sie wurde bisher sechsmal slowakische Meisterin und fünfmal Hallenmeisterin.

## Bestleistungen
- 100 Meter: 11,50 s (+1,2 m/s), 26. Mai 2016 in St. Pölten
  - 60 Meter (Halle): 7,41 s, 16. Februar 2016 in Ostrava
- 200 Meter: 23,44 s (−0,2 m/s), 2. Juli 2017 in Ostrava
- 400 Meter: 54,65 s, 7. Mai 2016 in Banská Bystrica
  - 400 Meter (Halle): 52,68 s, 20. Januar 2018 in Wien